# Huracán Otto
El huracán Otto fue el decimosexto ciclón tropical,  la decimoquinta tormenta nombrada y el séptimo huracán de la temporada de huracanes del Atlántico de 2016. Se formó el día 21 de noviembre en la zona suroeste del Mar Caribe, frente a las costas de Panamá. Cruzó hacia el Pacífico tal como lo hizo el huracán Cesar-Douglas en 1996.
Se considera como el huracán más destructivo y mortífero que ha golpeado frente los países Costa Rica, Nicaragua y Panamá como un huracán categoría 3. Además, desde que se llevan registros, Otto fue el primer huracán en tocar tierra en territorio costarricense.

## Historia meteorológica
El Centro Nacional de Huracanes (NHC) anunció la formación de un área de baja presión en el suroeste del Mar Caribe, estimando un 20% de desarrollo ciclónico dentro de cinco días. La presión atmosférica en esa región comenzó a caer el 14 de noviembre, que precedió a un aumento en la convección, o tormentas eléctricas. En ese mismo día, el NHC aumentó la probabilidad de desarrollo ciclónico al 70%. El amplio área de baja presión se movía lento y erráticamente, con una estructura desorganizada y vientos ligeros, alterados por condiciones desfavorables de nivel superior.
El 19 de noviembre, en la convección aumentó y se organizó mejor, en medio de condiciones marginalmente favorables. Los cazadores de huracanes volaron sobre el sistema el 20 de noviembre, observando una circulación bien definida pero una actividad de tormenta insuficiente para clasificarla como una depresión tropical. Posteriormente, la convección aumentó en el centro y se organizó en bandas de lluvia. Bajo esa situación, el NHC inició avisos de la Depresión Tropical Dieciséis a las 09:00 UTC del 21 de noviembre, ubicada a unos 275 km al este-sureste de la isla de San Andrés y a 480 km al este de Bluefields, Nicaragua.
La depresión naciente serpenteó sobre el suroeste del Mar Caribe, su camino hacia el norte bloqueado por una cresta. La actividad de la tormenta continuó pulsando sobre el centro, y el núcleo interno de convección se hizo más organizado. A finales del 21 de noviembre, el NHC fue elevada la depresión como la tormenta tropical Otto, basada en estimaciones de viento derivadas de satélites de 85 km/h (50 mph). La tormenta tenía salida bien establecida hacia el noreste, alimentada por temperaturas de agua caliente de alrededor de 84°F (29°C). Después de la convección organizada en un cúmulo denso central. Otto se fortaleció como huracán categoría 1 a finales del 22 de noviembre; siendo el huracán más meridional del Caribe que alcanzó esa intensidad, un día después de que el Huracán Martha estableció el récord anterior en 1969. El 23 de noviembre fue elevado a categoría 2, aunque a mediados del 24 de noviembre disminuyó a categoría 1. Sin embargo, llegó a ser categoría 3 con vientos de 185 km, al llegar a Bluefields Nicaragua, luego pasó a ser huracán categoría 2 al llegar  a Costa Rica.

## Preparación e impacto

### ColombiaColombia
En las islas colombianas de San Andrés, Providencia y Santa Catalina como medida de prevención se cerraron las playas, se cancelaron vuelos y se prohibió explorar las islas por medio de carros de golf.
Ante la alerta existente, el Ministerio de Transporte informó que no habrá operaciones aéreas en San Andrés hasta el 23 de noviembre de 2016.
Igualmente, cancelaron los vuelos comerciales con destino a la isla. También se prohibieron los viajes a cayos, atolones e islotes. La decisión fue tomada por la Aerocivil en conjunto con las aerolíneas.
La Armada Nacional de Colombia decidió intensificar las medidas de reacción de sus unidades marítimas para proteger a la comunidad del archipiélago de San Andrés, Providencia y Santa Catalina por el paso del huracán. La institución dispuso la operación del buque ARC Caldas y de unidades de reacción rápida para atender cualquier incidente que se presente. Las islas estuvieron paralizadas y las empresas trabajaron hasta el mediodía.
En el Borde Costero del Caribe Colombiano se cerraron algunas playas en ciudades como Santa Marta, Cartagena y Barranquilla como medida de prevención por el incremento del oleaje, ya que las olas alcanzaron hasta los 5 metros de altura sin reportar víctimas ni heridos, también se prohibieron los viajes en lancha y actividades como la pesca.

### PanamáPanamá
Desde el 22 de noviembre, ocho personas perdieron la vida durante el paso de Otto por Panamá, aunque solo tres de ellas murieron directamente a causa del fenómeno meteorológico, un niño fallecido por la caída de un árbol y una pareja de recién casados que murieron por un alud de lodo, mientras dormían. Las otras cinco personas fallecidas no fueron contabilizadas por las autoridades debido a que «perdieron la vida por conductas temerarias en diferentes acciones dentro del país». En Panamá, hubo afectaciones en bienes inmuebles por las inundaciones y deslizamientos como consecuencia del huracán. Los equipos de rescate centraron sus esfuerzos en encontrar a tres personas desaparecidas tras el naufragio de una embarcación y a otra que habría sido sorprendida por un deslizamiento mientras dormía en su casa, que fue arrastrada por un deslizamiento de tierra.

### Costa RicaCosta Rica
A partir del 22 de noviembre, se reportaron inundaciones en el cantón de Matina, provincia de Limón. Setenta y cinco familias del distrito de Batán se vieron damnificadas por la pérdida de sus casas a causa del desbordamiento del río Chirripó y río Zapote. El gobierno de la República decretó alerta roja en más de 30 cantones del país, especialmente los de la zona norte, Caribe del país y los del pacífico norte, central y sur; se ordenó la evacuación de 4.000 personas en la costa norte del Caribe. Se declaró al resto del país en alerta amarilla. Como medida de prevención se cancelaron las clases en todos los centros educativos públicos de Costa Rica los días jueves 24 y viernes 25 de noviembre.

Entrando Tierra en Sur de Nicaragua y en Norte de Costa Rica

A su paso por el país, el huracán Otto dejó 23 comunidades aisladas. El impacto más fuerte lo sufren los cantones de Bagaces, Los Chiles, Upala, Guatuso y Liberia reportándose falla del fluido eléctrico, intensos vientos y aguaceros, desabastecimiento de agua potable en algunas localidades, inundaciones, cientos de árboles caídos, así como casas, puentes y caminos destruidos. Además, se presentaron importantes derrumbes en los volcanes Miravalles y Rincón de la Vieja por el paso del huracán Otto sobre estos colosos de la Cordillera Volcánica de Guanacaste. 
Oficialmente se reportan 10 personas muertas. El balance de los daños fue calculado en 10.831 personas afectadas directamente, con 3.400 albergados, 412 poblados con algún tipo de afectación, daños en 2.778 kilómetros de carreteras, 8 puentes y 1.598 viviendas.
Desde que se tienen constancia de estos fenómenos, solo una Tormenta Tropical 19 de 1887 había ingresado a territorio costarricense por la vertiente Caribe . Otto fue el primer hidrometeoro con fuerza de huracán en tocar tierra en territorio costarricense desde que se llevan registros históricos.  Es también el primer huracán en cruzar del Caribe al Atlántico desde Cesar-Douglas en 1996.

### NicaraguaNicaragua
San Juan de Nicaragua, el paso de este fenómeno, que entró al país como huracán categoría 3, luego disminuyó a huracán categoría 2, entrando en categoría 2 a Costa Rica. De acuerdo con imágenes facilitadas, en este sitio quedaron árboles caídos y las viviendas sufrieron daños. Sin embargo, ninguna persona perdió la vida a causa de este evento, según informó la vocera del gobierno, Rosario Murillo. Otto, entró al país el jueves 24 al mediodía con vientos sostenidos de hasta 185 kilómetros por hora y con rachas de 200 kilómetros por hora, de acuerdo con Marcio Baca, director de Meteorología del Instituto Nicaragüense de Estudios Territoriales.

## Retiro del nombre
El 26 de marzo de 2017, el nombre Otto fue retirado por la Organización Meteorológica Mundial y reemplazado por Owen para la temporada 2022. El nombre de Otto no será utilizado de nuevo para otro huracán del Atlántico. esto debido a los impactos significativos de Otto en Centroamérica, especialmente en Costa Rica.